# Nancy Guild
Nancy Joan Guild (* 11. Oktober 1925 in Los Angeles, Kalifornien; † 16. August 1999 in East Hampton, New York) war eine US-amerikanische Schauspielerin.

## Leben
Guild studierte an der University of Arizona, bevor ein Fotograf des Magazins Life sie entdeckte. Kurze Zeit später wurde sie von 20th Century Fox unter Vertrag genommen. Bereits ihr erster Spielfilm Irgendwo in der Nacht (1946) wurde ein Erfolg. Bis einschließlich 1955 folgten weitere Auftritte in zehn verschiedenen Film- und Fernsehproduktionen, danach war sie nur noch 1971 in dem Film So gute Freunde zu sehen.
1947 heiratete sie den ebenfalls bei 20th Century Fox unter Vertrag stehenden Schauspieler Charles Russell. Im folgenden Jahr traten sie gemeinsam im Musical Give My Regards to Broadway (1948) auf. Im Jahr 1949 bekamen sie eine gemeinsame Tochter.
Guild starb am 16. August 1999 im Alter von 73 Jahren an einem Emphysem.

## Filmografie
- 1946: Irgendwo in der Nacht (Somewhere in the Night)
- 1947: The Brasher Doubloon
- 1948: Give My Regards to Broadway
- 1949: Graf Cagliostro (Black Magic)
- 1951: Das Unsichtbare trifft Abbott und Costello (Abbott and Costello Meet the Invisible Man)
- 1951: Little Egypt
- 1952–1953: Lux Video Theatre (Fernsehserie)
- 1953: The Ford Television Theatre (Fernsehserie, eine Folge)
- 1953: Francis Covers the Big Town
- 1954: Justice (Fernsehserie)
- 1955: Robert Montgomery Presents (Fernsehserie)
- 1971: So gute Freunde (Such Good Friends)